# NGC 2564
NGC 2564 (również PGC 23290) – galaktyka eliptyczna (E-S0), znajdująca się w gwiazdozbiorze Rufy. Odkrył ją John Herschel 28 stycznia 1837 roku.